# Inside (videojoc)
Inside és un videojoc desenvolupat i publicat per Playdead en 2016 per Play Station 4, Xbox One i Microsoft Windows. Va ser llançat per IOS el 2017 i sortirà per Nintendo Switch en una data no anunciada encara. El jugador controla a un nen en un món post-apocalíptic, resolent puzles i evitant la mort. És el successor del joc realitzat per la mateixa companyia en 2010 Limbo, i es caracteritza per usar les 2,5 D.
Playdead va començar a treballar en Inside al poc temps de llançar Limbo, usant el seu propi motor de jocs. L'equip es va canviar a Unity per simplificar el seu desenvolupament.
Inside va aparèixer per primera vegada en l'I3 de 2014. Va ser llançat per Xbox One el 29 de juny de 2016, per Microsoft Windows el 7 de juliol del mateix any i per PlayStation 4 el 23 d'agost. Més tard va ser llançat per iOS el 15 de desembre de 2017 i actualment està en desenvolupament una versió per Nintendo Switch.

## Recepció
Inside va rebre l'aclamació universal, segons el recopilador de ressenyes de videojocs Metacritic. Els crítics van comparar favorablement el títol com un digne successor de Limbo. El joc va ser número u de poligon i IGN, com els llançaments més esperats de 2016. A partir de la vista prèvia del joc en la I3 2016, IGN Marty Sliva considera el títol de ser 'Super Limbo', polint i millorant des del primer joc de Playdead en el nou títol de la mateixa manera que Nintendo havia fet per als seus jocs anteriors a portar-los al Sistema d'Entreteniment Super Nintendo. Kirk Hamilton de Kotaku va cridar al joc una "evolució" del que Playdead ha aconseguit amb Limbo. Jaz Rignall d'USgamer va fer una vista prèvia d'Inside i va escriure que era un dels millors jocs de trencaclosques que ha jugat, fins i tot millor que el seu predecessor.